# Lípy u křížku
Lípy u křížku jsou památné stromy u města Mirošov jihovýchodně od Rokycan. Dvě lípy malolisté (Tilia cordata) rostou okolo křížku na jihu města při silnici do Příkosic v nadmořské výšce 450 m. Obvod jejich kmenů je 233 a 243 cm, koruny stromů končí ve výšce 23  m (měření 1998). Chráněny jsou od roku 1998 pro svůj vzrůst, estetickou hodnotu, jako krajinná dominanta a součást památky.

## Stromy v okolí
- Lípa na Purku
- Mirošovský topol